# レタス・フライ
『レタス・フライ』 (Lettuce Fry) は、森博嗣による日本の短編小説集。

## 概要
以下の10作が収録されている。「証明可能な煙突掃除人」〜「コシジ君のこと」の5作はショートショートである。また、「ライ麦畑で増幅して」はノベルス版には未収録である。
- ラジオの似合う夜  A Radiogenic Night
- 檻とプリズム  A Prism in the Cage
- 証明可能な煙突掃除人  Provable Chimney Sweeper
- 皇帝の夢  The Imperial Dream
- 私を失望させて  Drive Me To Despair
- 麗しき黒髪に種を  Seeds for Her Lovely Tresses
- コシジ君のこと  My Most Unforgettable Figure
- 砂の街  The Sandy Town
- 刀之津診療所の怪  Mysteries of Katanotsu Clinic
- ライ麦畑で増幅して  The Amplifier in the Rye

イラストはささきすばるが、文庫本の巻末解説を女優の麻木久仁子が担当している。
森作品の講談社文庫版の栞には通常、森直筆の詩とイラストが印刷されているが、本作には、（直筆でない）題字とささきすばるのイラスト（扉絵と同じ）のみとなっている。

## 書籍情報
- 講談社ノベルス：2006年11月11日発行、ISBN 978-4-06-182466-9
- 講談社文庫：2009年3月13日発行、ISBN 978-4-06-276307-3

## あらすじ
ラジオの似合う夜
初出：『メフィスト』2006年1月号

檻とプリズム
初出：『メフィスト』2005年9月号

証明可能な煙突掃除人
初出：『IN★POCKET』2005年12月号

皇帝の夢
初出：『IN★POCKET』2005年12月号

私を失望させて
初出：『IN★POCKET』2005年12月号

麗しき黒髪に種を
初出：『小説現代』2004年8月号

コシジ君のこと
初出：『IN★POCKET』2005年12月号
僕の夢に出てくるコシジ君。彼は何者なのか。
砂の街
初出：『レタス・フライ』ノベルス版（書き下ろし）

刀之津（かたのつ）診療所の怪
初出：『メフィスト』2004年5月号
加部谷は山吹の実家である旅館に海月と共に訪れる。旅館のあるその島には、いくつか不思議な現象が起きていて…
「ぶるぶる人形～」とリンクする物語。
ライ麦畑で増幅して
初出：『メフィスト』2007年5月号
Xシリーズ小川令子の、探偵事務所に勤める前の物語。